# Little Audrey

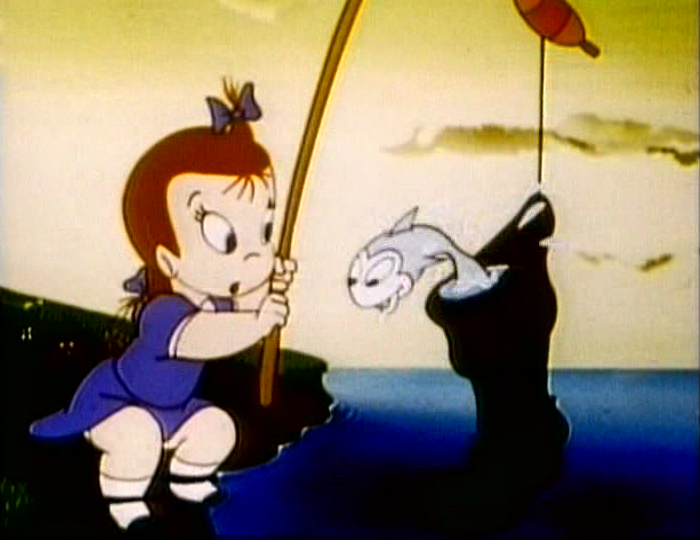
Little Audrey en una escena de 'The Seapreme Court'.

Little Audrey (Audrey Smith) (traducido al español como Pequeña Audrey) es un personaje que apareció en dibujos animados en los Famous Studios de la Paramount Pictures entre 1947 y 1958. Es considerada variante de Little Lulu (la pequeña Lulú), después que Paramount no renovara la licencia al personaje de Marjorie Marge Henderson Buell. A pesar de parecidos superficiales entre ambos personajes los animadores tuvieron dificultades para contrastar Audrey respecto a Lulu mediante colores y estilo de Famous Studios posteriores a los años cuarenta. Mae Questel, hizo la voz de Audrey, como también lo había hecho con Lulú, Betty Boop y Olive Oyl.

## Dibujos animados
Audrey apareció por primera vez en Santa’s Surprise de Noveltoon (en 1947). Audrey era una de las favoritas entre los hombres estadounidenses, y está dirigida principalmente a audiencias adultas masculinas. Actualmente hay algunos cortos en dominio público que se distribuyen en DVD de bajo precio.

### Lista de cortometrajes animados
1. Santa's Surprise (5 de diciembre de 1947)
2. Olive Oyl for President (30 de enero de 1948)
3. Butterscotch and Soda (16 de julio de 1948)
4. The Lost Dream (18 de marzo de 1949)
5. Song of the Birds (18 de noviembre de 1949)
6. Tarts and Flowers (26 de mayo de 1950)
7. Goofy Goofy Gander (18 de agosto de 1950)
8. Hold the Lion Please (27 de agosto de 1951)
9. Audrey the Rainmaker (26 de octubre de 1951)
10. Law and Audrey (23 de mayo de 1952)
11. The Case of the Cockeyed Canary (19 de diciembre de 1952)
12. Surf Bored (17 de julio de 1953)
13. The Seapreme Court (1953)
14. Dizzy Dishes (4 de febrero de 1955)
15. Little Audrey Riding Hood (14 de octubre de 1955)
16. Fishing Tackler (29 de marzo de 1957)
17. Dawg Gawn (12 de diciembre de 1958)

### Otras
- Baby Huey's Great Easter Adventure (1998)
- Harvey Street Kids (2018)

## Televisión
Antes de octubre de 1950 los cortos de Little Audrey fueron vendidos a U.M.&M. T.V. Corp. y solo dos fueron transmitidos bajo U.M.&M. National Telefilm Associates sustituyó los títulos vendidos a U.M.&M. Después de septiembre de 1950 algunos cortos fueron vendidos a Harvey Comics, quien adquirió los derechos del personaje en 1959. Olive Oyl for President, al igual que el resto de las series de 'Popeye', fue vendida a Associated Artists Productions. Audrey es más reconocida por participar en la serie "Casper and Friends" de 1950.

## Tiras cómicas

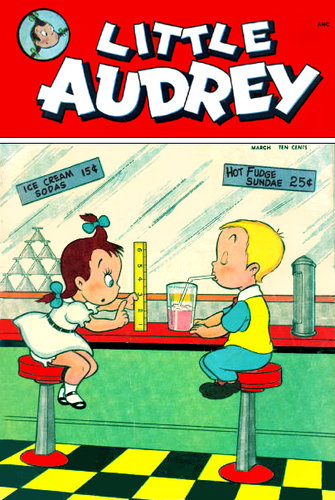
Little Audrey y Patches, 1950.

Una tira cómica fue editada en 1951 por King Features y reimpresas por Harvey Comics entre 1952 y 1955.
1. Little Audrey (1952) (Harvey)
2. Playful Little Audrey (1957) (Harvey)
3. Richie Rich (1960) (Harvey)
4. Famous TV Funday Funnies (1961) (Harvey)
5. Playful Little Audrey Clubhouse (1961) (Harvey)
6. Little Audrey and Melvin (1962) (Harvey)
7. Little Audrey TV Funtime (1962) (Harvey)
8. TV Casper and Company (1963) (Harvey)
9. Astro Comics (1968) (Harvey)
10. Richie Rich Fortunes (1971) (Harvey)
11. Richie Rich Diamonds (1972) (Harvey)
12. Audrey & Melvin (1974) (Harvey)
13. Richie Rich & His Girlfriends (1979) (Harvey)
14. Harvey Hits Comics (1986) (Harvey)
15. Richie Rich and... (1987) (Harvey)
16. Richie Rich Big Bucks (1991) (Harvey)
17. Casper and Friends (1991) (Harvey)
18. Casper the Friendly Ghost (1991) (Harvey)
19. Harvey Comics Classics (2010) (Dark Horse Comics)

## Historietas
La primera historieta fue editada por St. John Publications entre 1948 y 1952.
1. Little Audrey (1948) (St. Johns Publishing Co.)
2. Little Audrey Yearbook (1950) (St. Johns Publishing Co.)